# Frank Hamer
Francis Augustus Hamer, conhecido como Frank Hamer, (Fairview, 17 de março de 1884 - Austin, 10 de julho de 1955) foi um Texas Ranger, conhecido na cultura popular por seu envolvimento na caçada junto com o também ranger Maney Gault, a dupla criminosa Bonnie Parker e Clyde Barrow em 1934.
Hamer também liderou a luta no Texas contra a Ku Klux Klan, começando em 1922, como capitão sênior do Texas Rangers, e acredita-se que ele tenha salvado pelo menos 15 pessoas de linchamentos. Ele foi introduzido no Hall da Fama do Texas Ranger. Seu histórico profissional e reputação são controversos, especialmente no que diz respeito à sua disposição de usar força mortal, mesmo em uma sociedade cada vez mais modernizada.
Hamer foi descrito pelo biógrafo John Boessenecker como "um dos maiores homens da lei americanos do século XX".
Em 2019, no filme The Highwaymen, de John Lee Hancock, Kevin Costner interpreta Frank Hamer.